# Der Herr der Welt (Mützelburg)

Gebundene Ausgabe aus dem Jahr 1914

Der Herr der Welt ist ein vierbändiger Roman von Adolf Mützelburg. Er erschien 1856. in Berlin. In diesem Roman vermehren und verzweigen sich „die Taten und Leiden des ursprünglichen Romanpersonals … sippen- und generationsweise“.

## Überblick
Das Werk soll als Fortsetzung von Dumas Der Graf von Monte Christo verstanden werden. Mützelburg übernahm die einzelnen Charaktere nahezu unverändert, der Ablauf des Romans an sich ähnelt dem Werk Dumas’ sehr stark. Einziger Unterschied besteht darin, dass Mützelburg die einzelnen Schicksale der Protagonisten – die aus verschiedenen Ländern der Erde stammen – unter der „Führung“ Edmont Dantes zu einer großen Familie zusammengeführt werden, darunter auch seine einstigen Feinde. Das Gesamtwerk in acht Bänden Der Herr der Welt und die Fortsetzung Die Millionenbraut sind 1914 im Verlag von Gyldahl & Hansen erschienen.

## Protagonisten
- Edmond Dantes (bekannt unter einigen Pseudonymen, darunter Graf von Monte Christo, Lord Wilmore, Sindbad der Seefahrer, Lord Hope u. a.)
- Haydee de Janina, Tochter des Sultanes Ali Pascha, Dantes' Ehefrau
- Don Lotario de Toledo, kalifornisch-mexikanischer Hacienda-Besitzer
- Wolfram Büchting, nach Amerika ausgewanderter Sohn eines preußischen Forschers
- Therese Büchting, dessen vermeintlich verschollene Schwester
- Eugenie Lansgard, Tochter des Barons Danglars, Lansgard ist ein Anagramm des Nachnamens Danglars
- Amelie de Morcerf, uneheliche Tochter des Generals Fernand de Morcerf (Mondego)
- Albert Herrera, Morcerfs Sohn, der nach dessen Selbstmord den Namen seiner Mutter annahm
- Judith, Tochter des Kaufmannes Eli Baruch Manasse aus Oran
- Etienne Rablasy, unter diversen Pseudonymen auftauchender Räuber und Gegenspieler Lotarios
- Benedetto, unehelicher Sohn aus der Verbindung Villeforts mit Madame Danglars, gesuchter Verbrecher